# Carlos Arniches

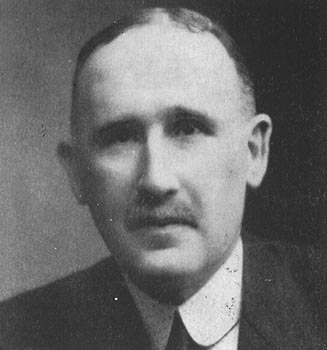
Carlos Arniches y Barrera

Carlos Arniches y Barrera (n. 11 octombrie 1866, Alicante - d. 16 aprilie 1943, Madrid) a fost dramaturg spaniol, unul dintre cei mai valoroși ai perioadei moderne.

## Opera
- 1899: Sfântul din Isidra ("El santo de la Isidra");
- 1914: Prietenul Melchiade ("El amigo Melquiades");
- 1916: Domnișoara de Tréveles ("La señorita de Trevélez");
- 1921: E soțul meu ("Es mi hombre").

El tío de Alcalá (zarzuela, 1906).